# Quinto Fabio Massimo Gurgite
Quinto Fabio Massimo Gurgite (in latino Quintus Fabius Maximus Gurges; 331 circa – post 276 a.C.) è stato un politico e console della Repubblica romano.

## Biografia
Figlio di Quinto Fabio Massimo Rulliano, a causa dei vizi della sua giovinezza, ricevette l'agnomen Gurges (ghiottone). In età matura, però, fece ammenda dei primi anni sregolati.
Nel 295 a.C., quando era edile curule, dedicò un tempio a  Venere propizia (latino: Venus Obsequiens), dopo una battaglia vittoriosa contro i Sanniti. Il tempio, che venne costruito vicino al Circo Massimo, fu finanziato con le multe imposte alle matrone, che avevano comportamenti pubblici non consoni al nobile lignaggio cui appartenevano.
Nel 292 a.C. fu eletto console con Decimo Giunio Bruto Sceva e subì una sconfitta da parte dei Sanniti. Gli avversari della gens Fabia, in particolare i Papirii e gli Appi, fecero in modo da esasperare la popolazione romana contro Fabio, anche
chiedendo la sua sostituzione come console. Fabio riuscì ad evitare l'umiliazione, perché il padre si offrì di servire come luogotenente nell'esercito del figlio per il resto del consolato. Nella successiva battaglia la vittoria fu della parte romana, anche grazie alla abilità del padre di Fabio. Dopo una seconda vittoria e dopo la conquista di alcune città sannite, Fabio riconquistò appieno la propria reputazione presso il popolo, tanto da guadagnarsi un trionfo; il fatto memorabile di tale trionfo fu di vedere il vecchio padre cavalcare dietro il carro del figlio.
Nel 276 a.C. fu eletto console per la seconda volta ed ebbe come collega Gaio Genucio Clepsina.